# Farm Security Administration

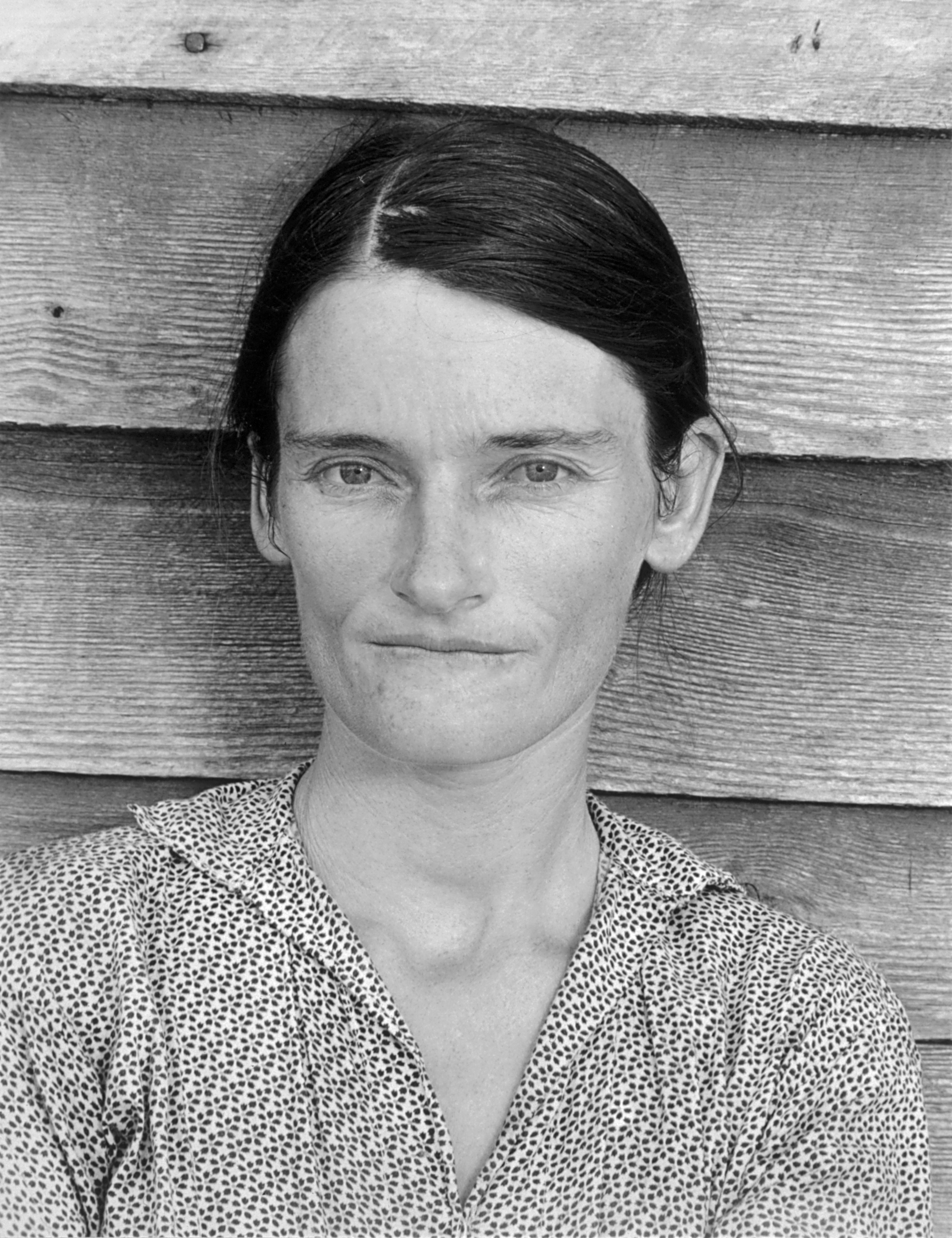
Walker Evans: Allie Mae Burroughs, symbol Velké hospodářské krize

Walker Evans: zemědělský pachtýř

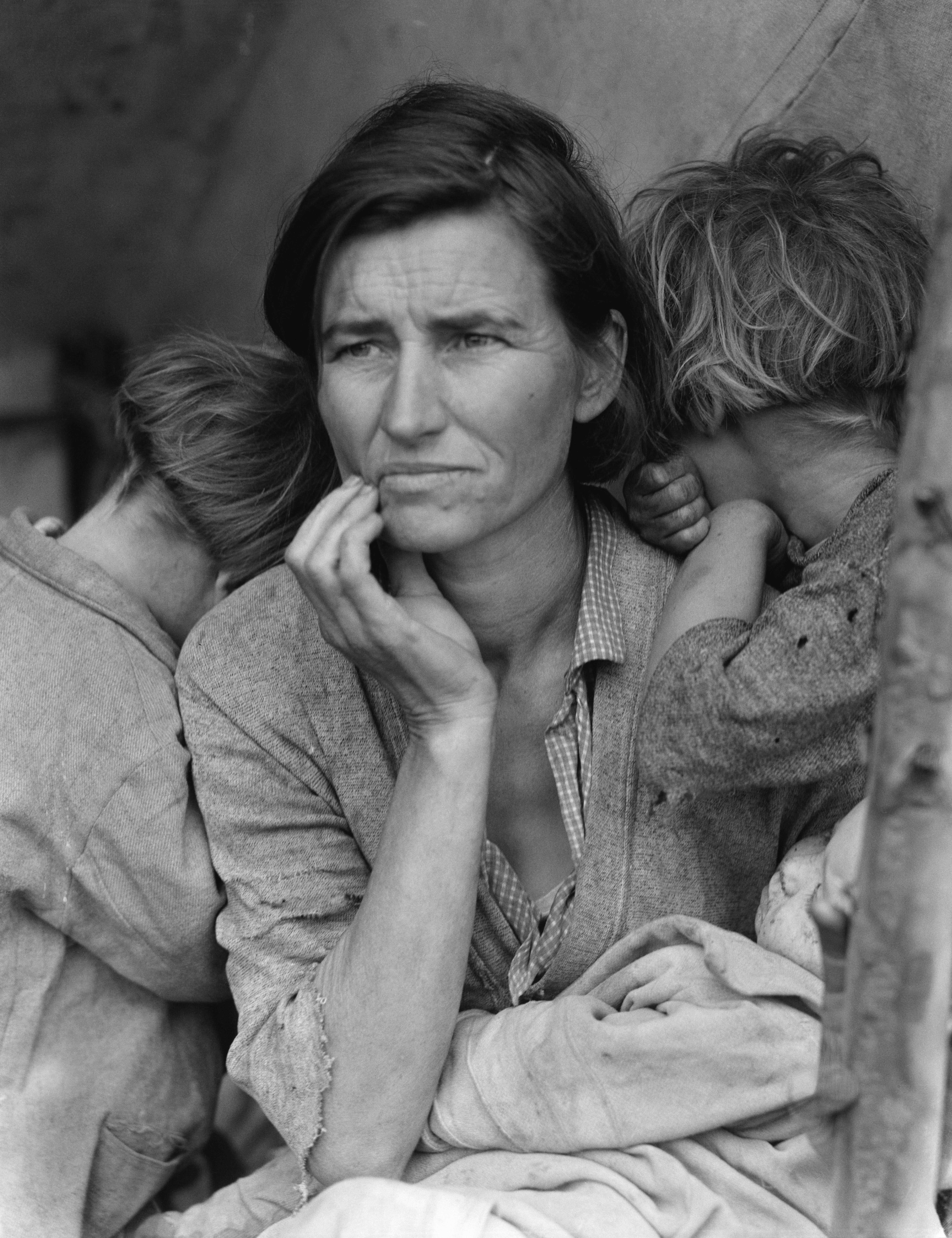
Dorothea Langeová: Kočující matka (Migrant mother), 1936

Farm Security Administration, (FSA, Hospodářská bezpečnostní správa) je společnost, která byla vytvořena v USA v roce 1935 v rámci New Deal. Úkolem bylo v krizi pomáhat proti americké venkovské chudobě. FSA podporovalo skupování okrajových pozemků, práci na polích s moderními stroji a kolektivizaci.

## Historie
Krach burzy v roce 1929 a následný ekonomický kolaps zasáhly celý svět. Trpělo hlavně zemědělství, které v první polovině třicátých let v Americe navíc devastovalo katastrofické sucho v jižních státech.
Společnost FSA roku 1935 zahájila fotografickou kampaň, do jejíhož sociologicko-dokumentárního programu se zapojila řada fotografů. Měla za úkol sestavit dokumentaci sociálních problémů v jižních státech USA. Těmto fotografům vděčíme za výjimečný obraz Ameriky v době krize a jejích dozvuků. V tomto období se formovala „dokumentární fotografie“. Jejími hlavními charakteristikami byl důraz na realismus, snaha bez příkras zachytit věci takové, jaké jsou, spoluprožití bídy a utrpení, jasný morální postoj a konečně samotné vědomí specifičnosti tohoto média.
Se vstupem USA do druhé světové války v prosinci 1941 však nastala změna. Projekt dostal jiné jméno – Office of War Informations – a také jiný program. Ve válce musela propaganda ukazovat, jak jsou Spojené státy silné a ne jaké mají potíže. V roce 1948, kdy FSA zanikla, byla dokonce snaha pořízené dokumenty zničit, aby nemohly být použity pro komunistickou propagandu.
FSA pomocí plakátů pracovala na podpoře vlastenectví, varovala cizí vyzvědače a pokoušela se získat ženy, aby pracovaly pro válku. Agentura měla také pobočku v zahraničí. Fotografové zaměstnaní v této společnosti vytvořili přibližně 1600 barevných fotografií, které zachycují život ve Spojených státech, včetně Portorika a Panenských ostrovů.

## Fotografové
Skupina FSA se skládala z následujících fotografů: Charlotte Brooksová, Esther Bubleyová, Harold Corsini, Marjory Collinsová, Jack Delano, Sheldon Dick, Arnold S. Eagle, Theodor Jung, Walker Evans, Dorothea Langeová, Russell Lee, Sol Libsohn, Carl Mydans, Gordon Parks, Arthur Rothstein, Martha McMillan Robertsová, Edwin Rosskam, Louise Rosskamová, Richard Saunders, Arthur Siegel, Ben Shahn, Roy Stryker, John Vachon, Marion Post Wolcottová, Barbara Wrightová, Alfred T. Palmer.

Marjory Collinsová
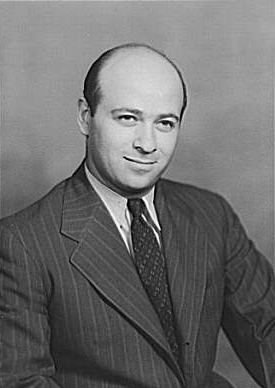
Jack Delano
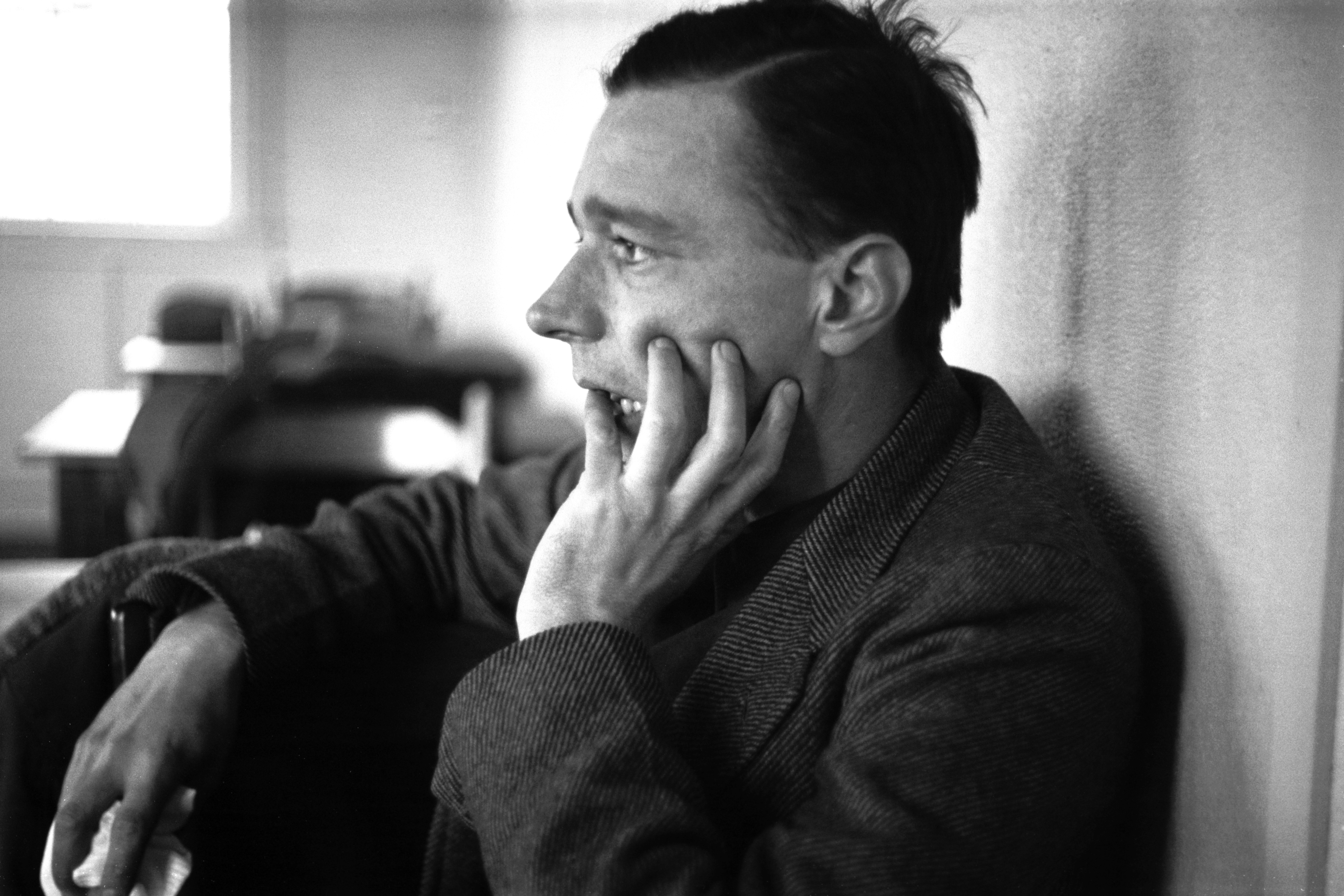
Walker Evans
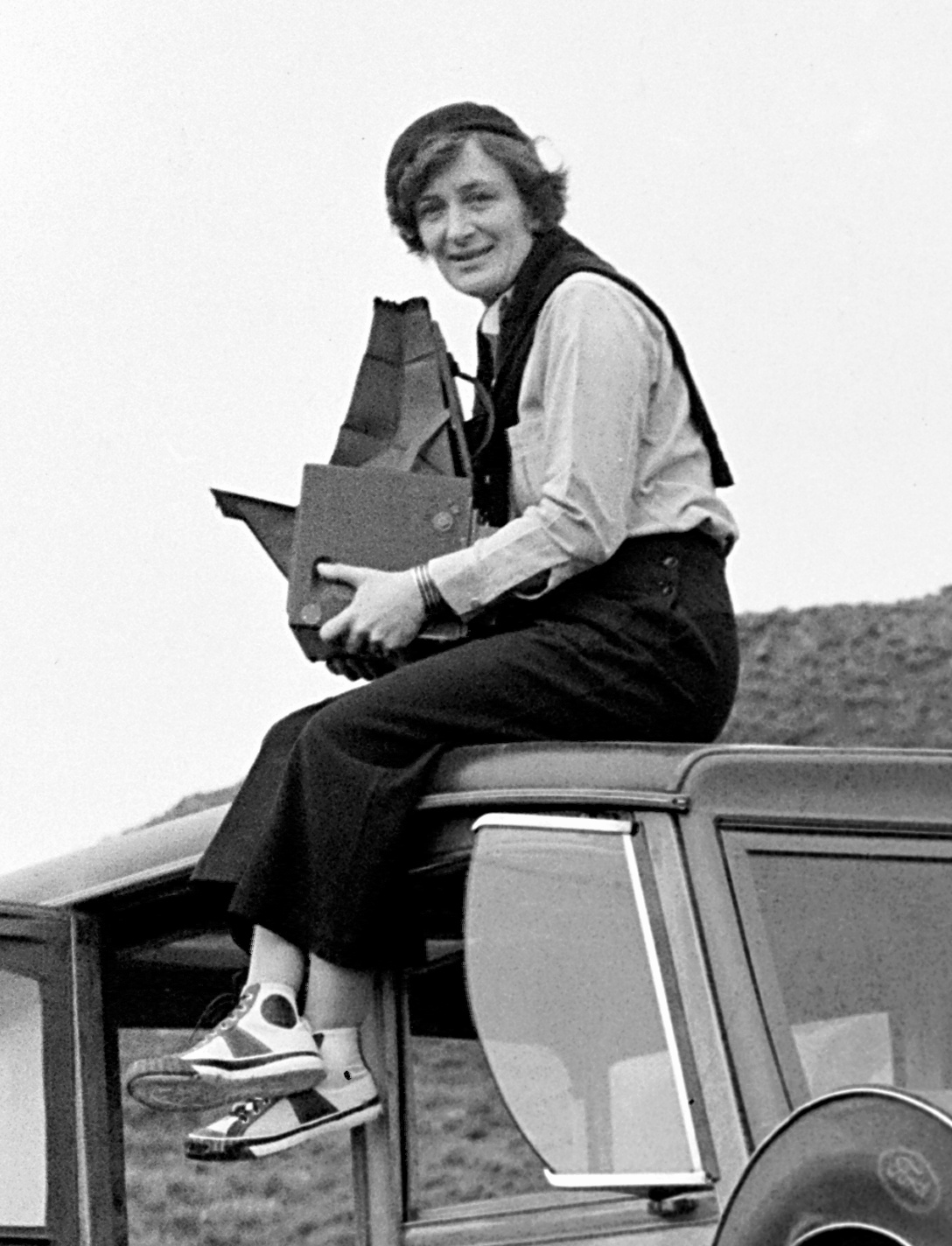
Dorothea Langeová
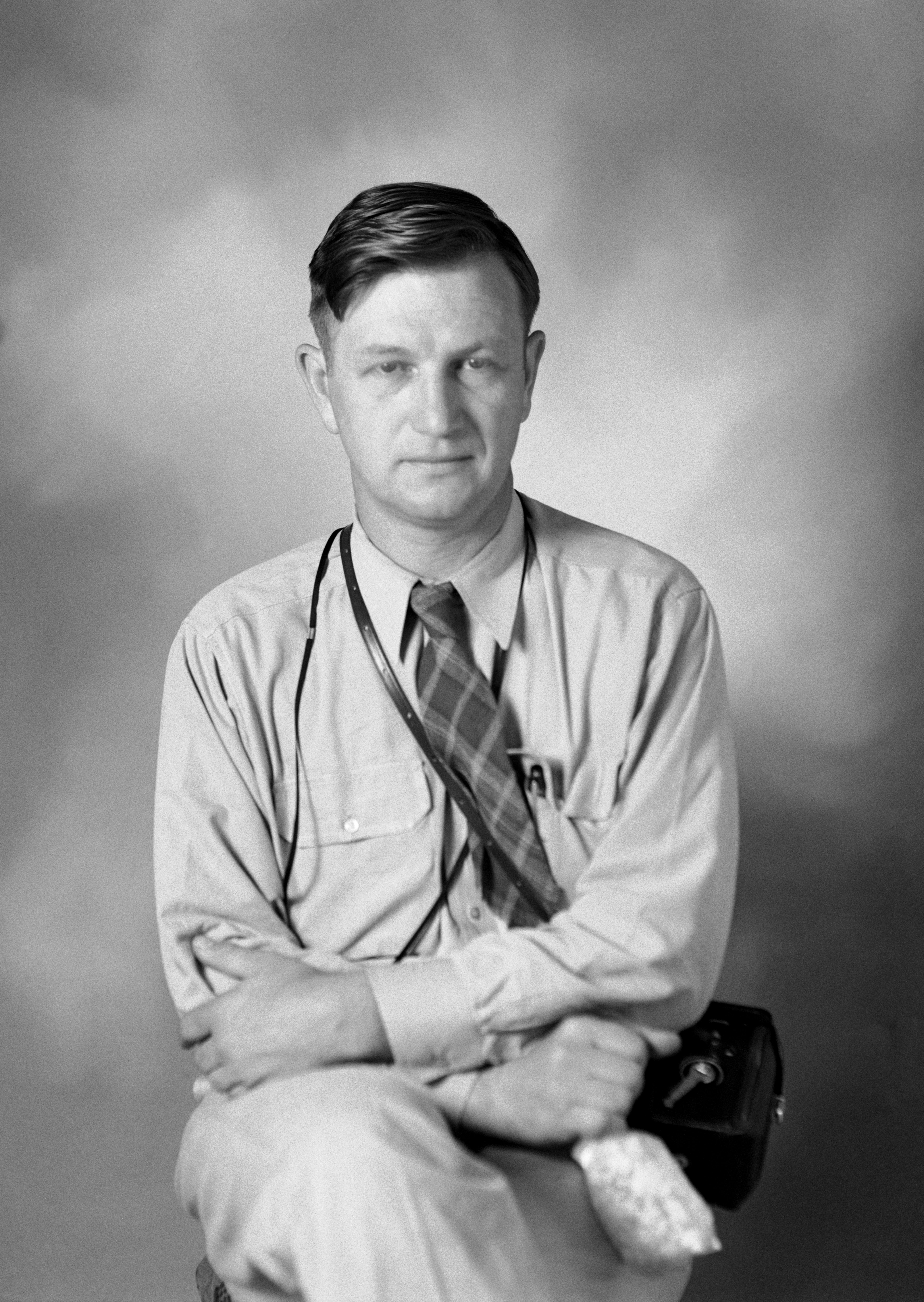
Russell Lee
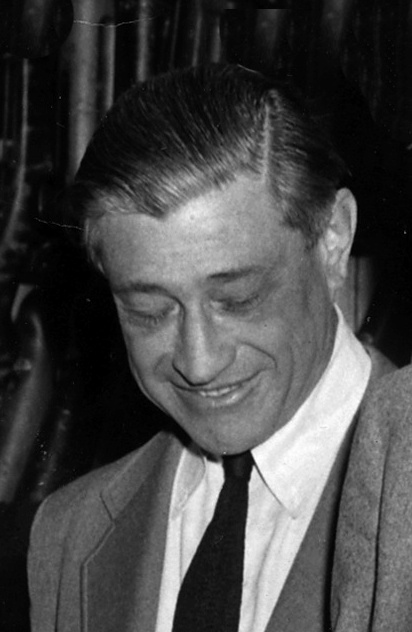
Carl Mydans
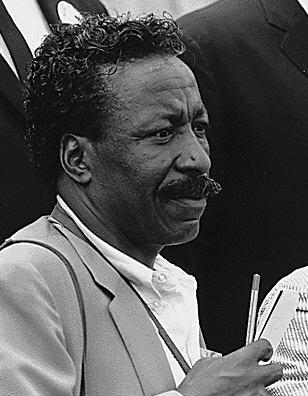
Gordon Parks
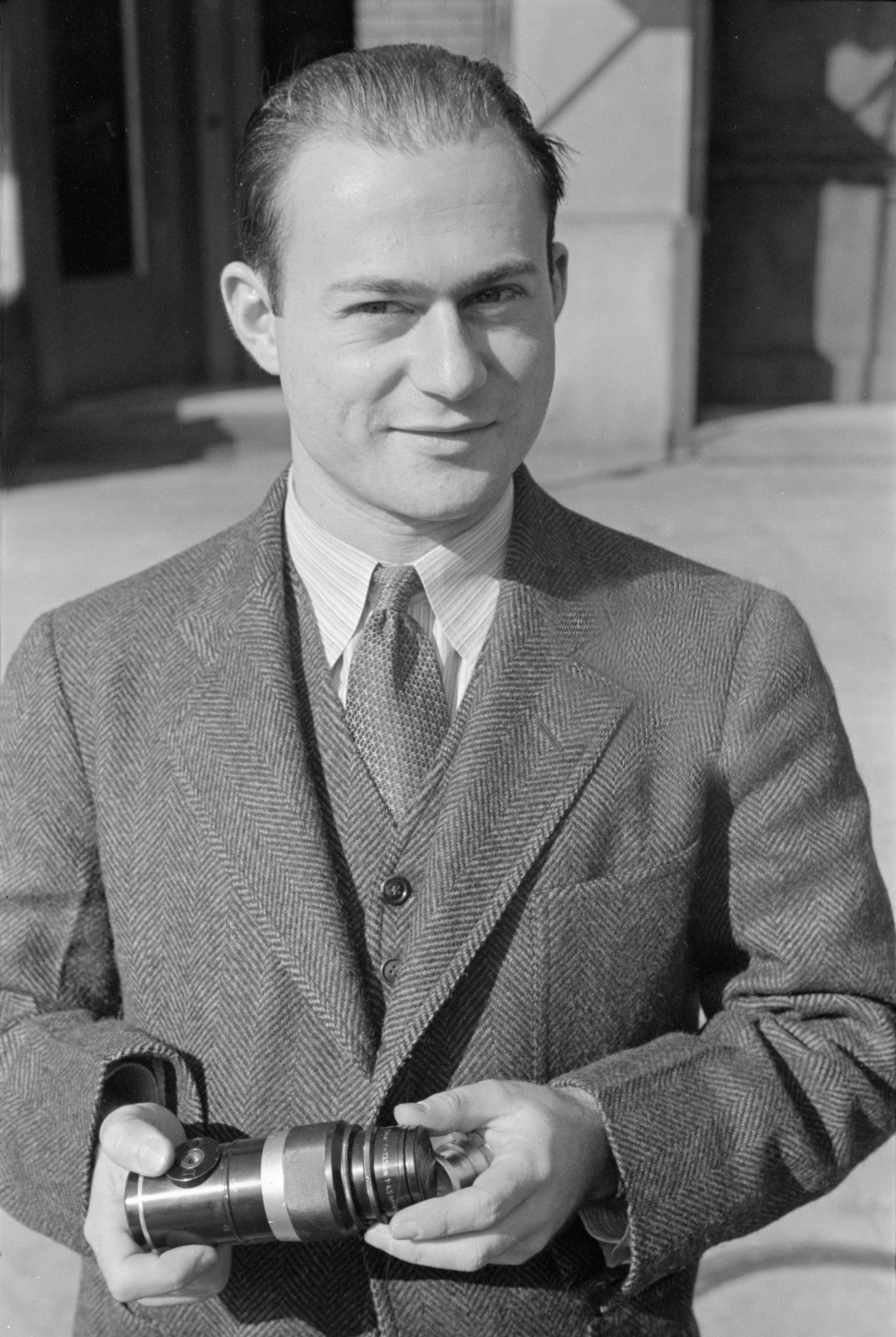
Arthur Rothstein
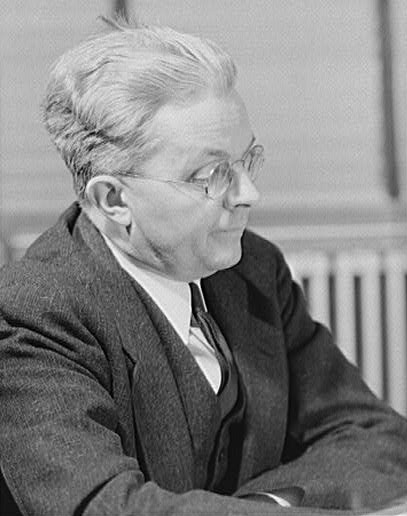
Roy Stryker
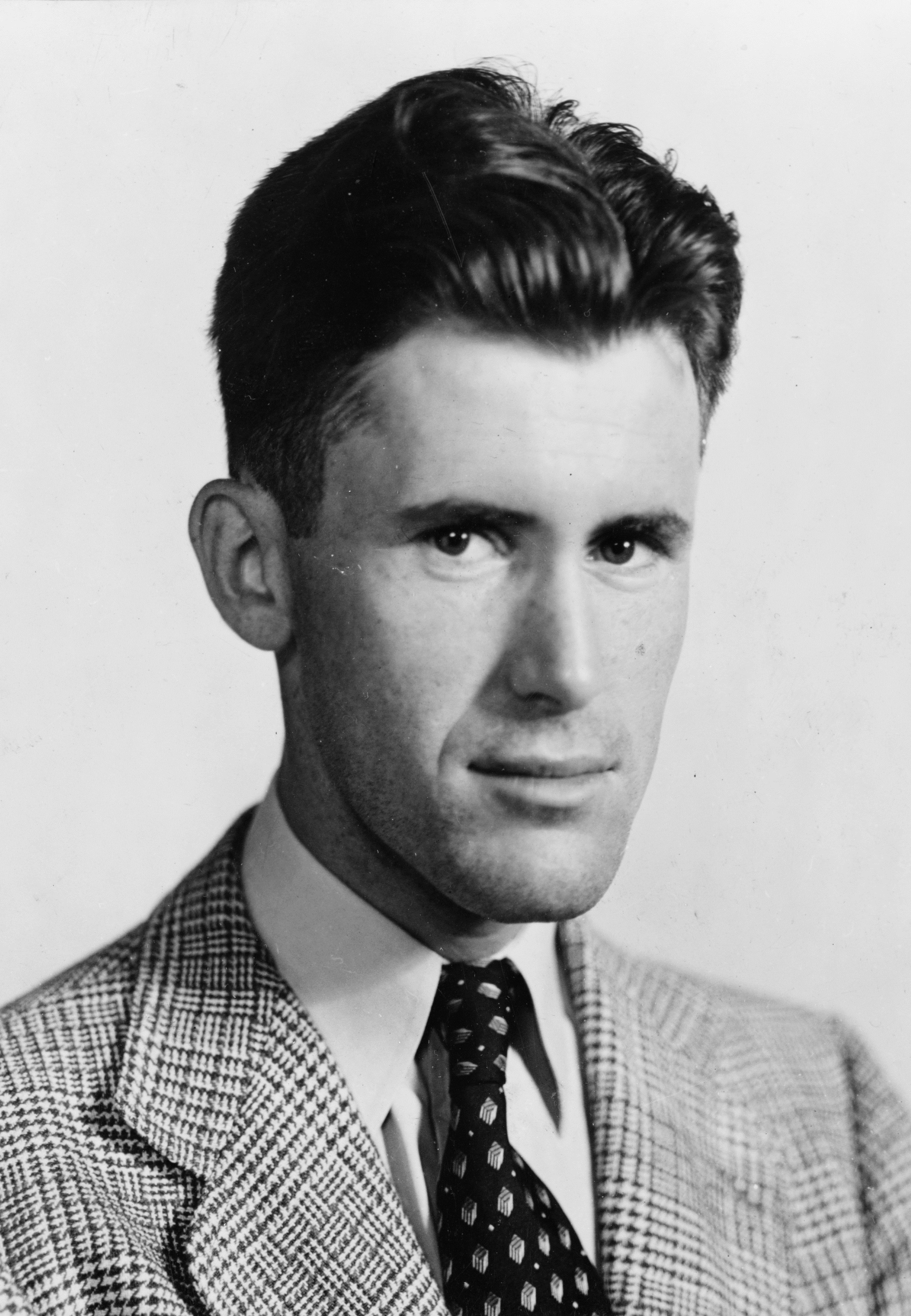
John Vachon
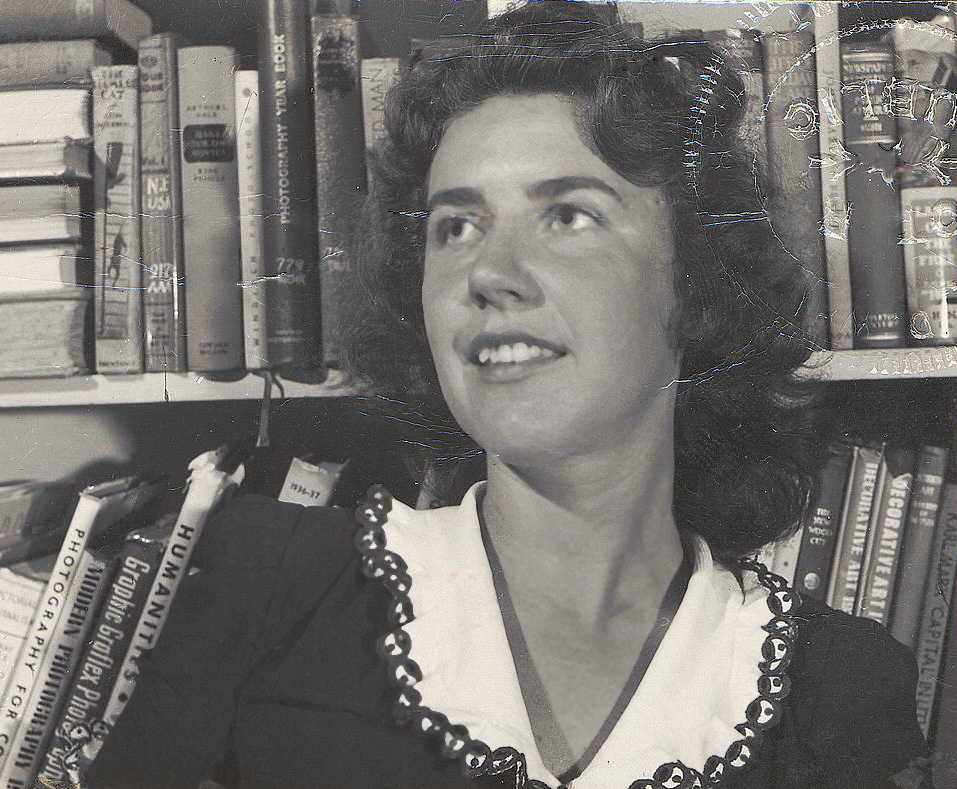
Marion Post Wolcottová

### Relief - literatura
- Sidney Baldwin, Poverty and Politics: The Rise and Decline of the Farm Security Administration. Archivováno 4. 6. 2011 na Wayback Machine. Chapel Hill, NC: University of North Carolina Press, 1968
- Greta De Jong, "'With the Aid of God and the F.S.A.': The Louisiana Farmers' Union and the African American Freedom Struggle in the New Deal Era" Journal of Social History, Vol. 34, 2000
- Michael Johnston Grant, "Down and Out on the Family Farm: Rural Rehabilitation in the Great Plains, 1929–1945." Lincoln, NE: University of Nebraska Press, 2002
- Lewis Meriam, Relief and Social Security The Brookings Institution. 1946. online edition Archivováno 4. 6. 2011 na Wayback Machine.
- Charles Kenneth Roberts, Farm Security Administration and Rural Rehabilitation in the South. Knoxville, TN: University of Tennessee Press, 2015
- Theodore Saloutos, The American Farmer and the New Deal. Ames, IA: Iowa State University Press, 1982
- Bernard Sternsher, Rexford Tugwell and the New Deal Rutgers University Press. 1964 Questia – The Online Library of Books and Journals Archivováno 4. 6. 2011 na Wayback Machine.
- James T. Young, "Origins of New Deal Agricultural Policy: Interest Groups' Role in Policy Formation." Policy Studies Journal. 21#2 1993. pp 190+. Questia – The Online Library of Books and Journals Archivováno 4. 6. 2011 na Wayback Machine.

### Fotografie
- Maurice Berger, "FSA: The Illiterate Eye," in Berger, How Art Becomes History, HarperCollins, 1992
- Pete Daniel, et al., Official Images: New Deal Photography Smithsonian Institution Press, 1987
- James Curtis. Mind's eye, mind's truth: FSA photography reconsidered. Philadelphia: Temple University Press, 1989. (American civilization). ISBN 978-0877226277.
- Cara A. Finnegan, Picturing Poverty: Print Culture and FSA Photographs Smithsonian Books, 2003
- Andrea Fisher, Let Us Now Praise Famous Women Pandora Press, 1987
- Carl Fleischhauer and Beverly W. Brannan, eds., Documenting America, 1935–1943 University of California Press, 1988.
- David A. Gray, "New Uses for Old Photos: Renovating FSA Photographs in World War II Posters," American Studies, 47: 3/4 (Fall/Winter 2006)
- James Guimond, American Photography and the American Dream (1991), chap. 4: "The Signs of Hard Times"
- Jack Hurley, Portrait of a Decade: Roy Stryker and the Development of Documentary Photography in the Thirties Louisiana State University Press, 1972
- Andrew Kelly, Kentucky by Design: The Decorative Arts and American Culture. Lexington: University Press of Kentucky. 2015. ISBN 978-0-8131-5567-8
- Michael Leicht, Wie Katie Tingle sich weigerte, ordentlich zu posieren und Walker Evans darüber nicht grollte, Bielefeld: transcript 2006
- Dorothea Lange and Paul Schuster Taylor, An American Exodus: A Record of Human Erosion (1939); second revised edition, Yale University Press, 1969.
- Nicholas Natanson, The Black Image in the New Deal: The Politics of FSA Photography University of Tennessee Press, 1992
- Roy Stryker & Nancy Wood, In This Proud Land: America 1935–1943 As Seen In The FSA Photographs, Secker & Warburg/New York Graphic Society, 197